# Bilan saison par saison des Golden Knights de Vegas
 (avril 2025).
Les Golden Knights de Vegas sont une franchise de la Ligue nationale de hockey depuis 2016 et disputent leur première saison en 2017-2018.
Cette page retrace les résultats de l'équipe depuis cette première saison.

## Résultats
| Saison            | PJ | V  | D  | DP | DTB | BP  | BC  | Pts | Classement                    | Séries éliminatoires                       | Entraîneur                  | Capitaine  |
| ----------------- | -- | -- | -- | -- | --- | --- | --- | --- | ----------------------------- | ------------------------------------------ | --------------------------- | ---------- |
| 2017-2018         | 82 | 51 | 24 | 4  | 3   | 272 | 228 | 109 | 1ers de la division Pacifique | 4-0 Kings 4-2 Sharks 4-1 Jets 1-4 Capitals | Gerard Gallant              | aucun      |
| 2018-2019         | 82 | 43 | 32 | 5  | 2   | 249 | 230 | 93  | 3e de la division Pacifique   | 3-4 Sharks                                 | Gerard Gallant              | aucun      |
| 2019-2020         | 71 | 39 | 24 | 6  | 2   | 227 | 211 | 86  | 1ers de la division Pacifique | 4-1 Blackhawks 4-3 Canucks 1-4 Stars       | Gerard Gallant Peter DeBoer | aucun      |
| 2020-2021 Détails | 56 | 40 | 14 | 0  | 2   | 191 | 124 | 82  | 2es de la division Ouest      | 4-3 Wild 4-2 Avalanche 2-4 Canadiens       | Peter DeBoer                | Mark Stone |